# Retraction Watch
Retraction Watch es un sitio web que publica periódicamente retractaciones de artículos académicos e investigaciones científicas porque se dedica a revisar la integridad científica de los investigadores, las revistas y las instituciones científicas.El sitio publica una tabla de clasificación de retractaciones, una base de datos sobre retractaciones, una base de datos de retractaciones, un blog y una revista, la Retraction Watch Hijacked Journal Checker.
El sitio se lanzó en agosto de 2010 para informar sobre retractaciones de artículos científicos y temas relacionados. Retraction Watch fue creado para aumentar la transparencia del proceso de retracción.El motivo porque el que crearon este sitio fue que sus fundadores habían observado que las retractaciones de artículos generalmente no se anunciaban, que los motivos de las retractaciones no se publicaban y que los investigadores y el público general que desconocen la retractación pueden tomar decisiones basadas en resultados no válidos.
El sitio web publica todos juntos  los avisos de retractación que hacen las revistas científicas cuando reconocen errores.Sus creadores planeaban escribir sobre las principales retractaciones de la historia, pero la frecuencia de las retracciones fue tanta que decidieron comenzar a listarlas casi todas.La Retraction Watch Hijacked Journal Checker es una hoja de cálculo que incluye el título de la revista, la url, el título original de la revista y su ISSN.El sito publica una lista de quienes son los científicos o académicos con mayor cantidad de retractaciones llamada The Retraction Watch Leaderboard, que van actualizando a medida que sale a la luz más información. También publican una lista que incluye qué artículos retractados han sido más citados por otros científicos.
Entre las retractaciones más importantes que hubo están la del artículo de 1998 en The Lancet de Andrew Wakefield y otros que afirmaban un vínculo entre las vacunas y el autismo.También entrevistan científicos y científicas para explicar los casos.
Third Iron (Browzine) incorporó datos de Retraction Watch en el algoritmo de vinculación LibKey. Los investigadores reciben una notificación en el momento del descubrimiento cuando un artículo ha sido retractado, además de detalles adicionales sobre el motivo, independientemente de si la retractación está indicada por el índice o el editor.Esto es muy importante para los  investigadores que comienzan en sitios web como PubMed, ya que la extensión del navegador LibKey Nomad etiqueta claramente los artículos como retractados.